# Society of Antiquaries of London
La Society of Antiquaries of London (SAL) o Società degli Antiquari di Londra è un'associazione culturale incaricata dal suo decreto reale del 1751 a "l'incoraggiamento, l'avanzamento e la promozione dello studio e della conoscenza delle antichità e della storia di questo e di altri paesi".
Ha sede presso la Burlington House in Piccadilly, Londra (un edificio di proprietà del governo britannico) ed è una registered charity.

## Membri dell'associazione
I membri della Società sono conosciuti come fellows e sono autorizzati ad usare dopo i loro nomi le lettere post-nominali FSA.
I nuovi membri sono eletti da membri già appartenenti alla Società e, per essere eleggibili, i candidati devono essere "eccellenti nella conoscenza delle antichità e della storia di questa e di altre nazioni" ed essere "desiderosi di promuovere l'onore, gli affari e i compensi della Società".
La Società mantiene una procedura di elezione altamente selettiva, in confronto a molte altre associazioni culturali.
Le candidature per i nuovi membri possono essere proposte solo da membri già appartenenti alla Società, i quali certificano che, sulla base della loro personale conoscenza, i candidati sarebbero membri di valore.
Le elezioni avvengono per scrutinio segreto e, perché sia ammesso alla Società, il candidato deve ottenere un rapporto di 4 voti favorevoli per ogni voto contrario ricevuto dai membri che partecipano all'elezione.
L'essere ammesso nella Società è pertanto considerato come il riconoscimento di risultati significativi negli ambiti dell'archeologia, delle antichità, della storia e del patrimonio culturale.
Il primo segretario della Società fu William Stukeley.
La Società è cresciuta fino ad avere oltre 2900 membri.

## Storia
Prima della costituzione della società, fu fondato, verso il 1586, il "college (poi society) of Antiquaries", che funzionò in grande misura come società di discussione, fintantoché le fu proibito di agire in tal maniera dal re Giacomo I nel 1614.
Il primo incontro informale della moderna Society of Antiquaries avvenne presso la Bear Tavern a The Strand il 5 dicembre 1707.
Questo primo gruppo, concepito da John Talman, John Bagford e Humfrey Wanley, cercava di ottenere un decreto dalla regina Anna per lo studio delle antichità britanniche; fra le sue iniziative era prevista la pubblicazione di una serie di 35 volumi. La proposta di costituzione della Società doveva essere portata avanti da Robert Harley, conte di Oxford, ma le sue dimissioni dal governo ne bloccarono la procedura.
La formalizzazione degli atti degli incontri avvenne nel 1717, i primi resoconti alla Mitre Tavern in Fleet Street, sono datati 1º gennaio 1718.
I partecipanti agli incontri esaminavano oggetti, pronunciavano discorsi e discutevano teorie sui siti storici.
Si redigevano anche rapporti sulla dilapidazione di edifici significativi.
La Società si occupava anche di araldica, genealogia e di documenti storici.
Nel 1751, fu approvata la domanda di decreto costitutivo che era stata presentata da colui che fu suo vicepresidente per molto tempo, Joseph Ayloffe, fatto che permise alla Società di costituirsi.
La Società iniziò così a raccogliere ampie collezioni di manoscritti, dipinti e manufatti, ospitando tali doni e lasciti, nel momento in cui non esisteva alcuna istituzione adeguata alla loro raccolta.
L'acquisizione di un vasto gruppo di importanti dipinti nel 1828 precedette di circa 30 anni la fondazione della National Portrait Gallery di Londra.
Un lascito di Thomas Kenwich, che includeva ritratti di Edoardo IV, di Maria Tudor e due di Riccardo III, rivelava un pregiudizio anti-Tudor nella loro rappresentazione successiva.
Nel 2007, la Società celebrò il suo terzo centenario con una mostra presso la Royal Academy intitolata Making History: Antiquaries in Britain 1707-2007.
L'anno del terzo centenario vede i primi incontri meno formali.

## Biblioteca
La biblioteca della Società è la più ampia e ricca biblioteca per la ricerca archeologica del Regno Unito.
Essa ha acquisito materiale sin dal principio del XVIII secolo e oggi, nel 2013, il catalogo della biblioteca include oltre 100 000 volumi e circa 800 periodici attualmente ricevuti.
Il catalogo include disegni rari e manoscritti, come il Domesday Book e l'inventario di tutti i possedimenti di Enrico VIII alla sua morte.

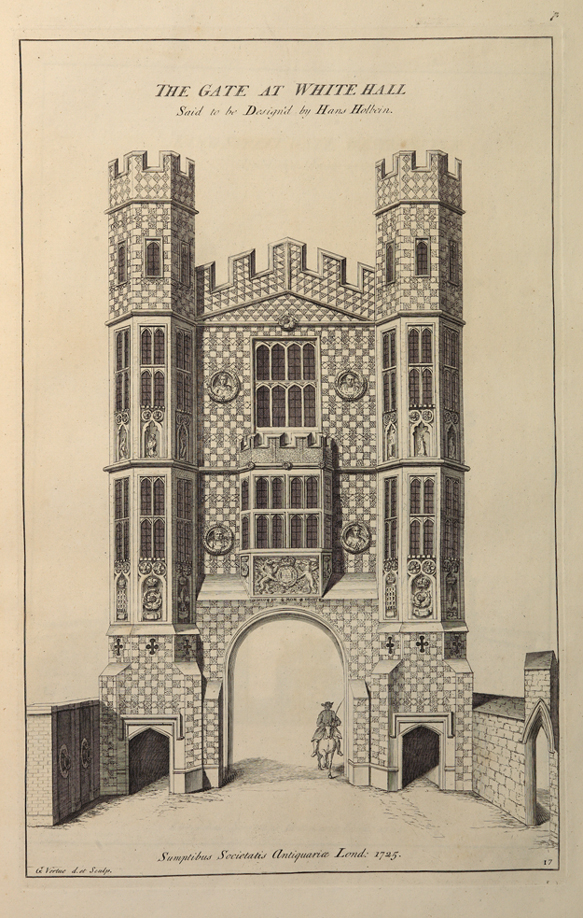
The Gate at Whitehall in Vetusta Monumenta Vol.1, 1747 (1826).

Essendo la più antica biblioteca archeologica del paese, essa possiede una straordinaria collezione della storia delle contee inglesi, una bella raccolta di volumi del XVIII e del XIX secolo sulle antichità della Gran Bretagna e di altri paesi e una raccolta estremamente ampia di titoli periodici (britannici e stranieri) con numeri che risalgono fino al principio/metà del XIX secolo.

## Pubblicazioni
La Società pubblica gli "international journals of record" Archaeologia e The Antiquaries Journal.
Il The Antiquaries Journal (a partire dal 1921 e tuttora pubblicato) era prima pubblicato (dal 1849 al 1920) con il nome Proceedings of the Society of Antiquaries of London.
La Società pubblica anche una newsletter quindicinale online chiamata Salon (i.e. Society of Antiquaries Online Newsletter).
Tra le prime pubblicazioni vi erano i colloqui degli incontri e incisioni e riproduzioni; queste erano trasmesse ai membri come singoli numeri ed erano raccolte nei volumi della serie Vetusta Monumenta a partire dal 1718.
Questi volumi furono pubblicati fino al 1906, dando una disposizione enciclopedica di incisioni di alta qualità di vedute e di dettagli che accompagnavano le descrizioni.
Sin dall'inizio la Società assunse un incisore. I primi furono George Vertue e James Basire, che lavoravano alla produzione delle lastre di rame utilizzate per la stampa delle edizioni in folio.
Le stampe erano spesso grandi e attraenti ed erano intese a soddisfare la domanda del pubblico per gli argomenti a soggetto archeologico; le illustrazioni "quasi-scientifiche" erano spesso corredate da inserti con punti di vista multipli di dettagli architettonici.
Un membro della Società, Richard Gough (direttore dal 1771 al 1791), cercò di espandere e migliorare la pubblicazione delle ricerche della Società, motivato in ciò dalla continua perdita degli esempi dell'architettura gotica.
Una serie più tarda di uscite di maggiore dimensione fu utilizzata per accogliere il formato di alcune opere storiche, delle quali nel 1771 la Società aveva commissionato la riproduzione ad acquerello a Edward Edwards e Samuel Hieronymus Grimm; il primo numero fu realizzato principalmente da Basire.
In esso vi era una riproduzione di un dipinto ad olio del XVI secolo della scena storica del campo del Drappo d'Oro.
La carta per questa serie doveva essere di dimensione maggiore di quella disponibile; pertanto, fu commissionato al produttore James Whatman di creare un foglio di dimensioni 31 x 53 inches; a questo formato fu dato il nome di Antiquarian.
L'incisione delle lastre, che misurava 4 ft 1in by 2 ft 3in, richiedeva due anni per il completamento.
Il numero standard di queste stampe era di 400 unità; le lastre erano quindi archiviate con cautela dalla Società e occasionalmente utilizzate per soddisfare richieste successive. Delle sette lastre realizzate, se ne conservano solo tre.

## Club associati
La Society of Antiquaries ha due associazioni cui i membri possono appartenere. La più vecchia di queste è il Cocked Hat Club (fondato nel 1852) e la più recente (fondata nel 1908) è l'Essay Club. I due club differiscono per tipologia.
Bernard Nurse notò che "the Essay Club does not go in for strange ritual as still persist in the Cocked Hats' Club".
Il Cocked Hat Club fu così chiamato perché un bicorno (cocked hat) è posto davanti al Presidente durante gli incontri.
Il primo incontro del club si tenne il 3 gennaio 1852 presso l'abitazione di Sir William Drake. In seguito il club si riunì presso Albion in Drury Lane, fino al 1885, e poi presso Holborn Restaurant.
L'Essay Club prese il suo nome dalle lettere iniziali "SA" della "Society of Antiquaries".

## Lista dei Presidenti
La seguente lista è incompleta.
- 1765-1768: Charles Lyttelton, vescovo di Carlisle (1714-1768)
- 1768-1784: Jeremiah Milles, decano di Exeter (1714-1784)